# Король Костянтин Миколайович
Костянтин Миколайович Король нар. 23 травня 1980, Армянськ) — український футболіст, що грав на позиції як нападника, так і захисника та півзахисника. Відомий за виступами в українських футбольних клубах різних ліг, у тому числі у складі сімферопольської «Таврії» у вищій українській лізі.

## Кар'єра футболіста
Костянтин Король розпочав виступи на футбольних полях у клубі другої української ліги «Динамо» з Сак в 1997 році. На початку сезону 1997—1998 років футболіст отримав запрошення до команди вищої української ліги «Таврія» з Сімферополя. Проте в команді вищої ліги Король дебютував лише в кінці сезону 1998—1999 року, зігравши до кінця сезону 3 матчі в чемпіонаті країни. На початку 2000 року Костянтин Король перейшов до іншої команди другої ліги «Титан» з Армянська. У другій половині 2000 року футболіст грав у російському аматорському клубі «Хімік» з Бєлорєченська.
У 2003 році Костянтин Король став гравцем команди другої української ліги «Динамо» із Сімферополя. Разом із командою, яку перейменували на «Динамо-ІгроСервіс», у сезоні 2003—2004 років він стає переможцем групового турніру другої ліги, та отримує путівку до першої ліги. У цьому ж сезоні Король зіграв ще 1 матч у вищій лізі у складі сімферопольської «Таврії», оскільки «Динамо-ІгроСервіс» було на той час фарм-клубом клубу вищої ліги. Початок сезону 2004—2005 року футболіст провів у «Динамо-ІгроСервісі» в першій лізі, а з початку 2005 року грав у аматорській команді «Фенікс-Іллічовець». Разом із командою Костянтин Король вийшов спочатку до другої ліги, а після закінчення сезону 2006—2007 років отримав разом із командою путівку до першої ліги. У команді футболіст грав до кінця 2007 року, після чого у складі професійних команд не грав.